# Klęka
Klęka (prononciation : [ˈklɛnka]) est un village polonais de la gmina de Nowe Miasto nad Wartą dans le powiat de Środa Wielkopolska de la voïvodie de Grande-Pologne dans le centre-ouest de la Pologne.
Il se situe à environ 2 kilomètres au sud de Nowe Miasto nad Wartą (siège de la gmina), à 19 kilomètres au sud-est de Środa Wielkopolska (siège du powiat) et à 49 kilomètres au sud-est de Poznań (capitale régionale).

## Histoire
De 1975 à 1998, le village faisait partie du territoire de la voïvodie de Poznań.

Depuis 1999, Klęka est situé dans la voïvodie de Grande-Pologne.
Le village possède une population de 626 habitants en 2014.